# Vertrag von Lugano
Der Vertrag von Lugano ist ein Staatsvertrag zwischen der Schweiz und Deutschland.

## Geschichte
Die Vereinbarung wurde am 6. September 1996 in Lugano abgeschlossen. Deutschland verpflichtete sich, die Bahnstrecke Karlsruhe–Basel viergleisig auszubauen, um den Zugang zur leistungsfähigen, damals im Projektstadium befindlichen Neuen Eisenbahn-Alpentransversale zu ermöglichen. Nach erheblichen Verzögerungen auf deutscher Seite soll dieser Ausbau «frühestens 2042» fertig sein. Zwischen Stuttgart und Zürich sollte die Reisezeit durch punktuelle Linienverbesserungen und den Einsatz von Neigetechnik auf 2 1⁄4 Stunden gesenkt werden. Die im Bundesverkehrswegeplan 2030 in den vordringlichen Bedarf eingestuften Massnahmen führen jedoch auf dieser Verbindung nur zu einer Reisezeitverkürzung um elf Minuten, auf rund 2 Stunden und 45 Minuten.
Daneben sollte auf der Achse zwischen München und Zürich die Reisezeit durch Elektrifizierung auf 3 1⁄4 Stunden verkürzt werden. Dies sollte bis Ende 2021 umgesetzt sein.
Die Schweiz plant nicht mehr den Bau einer gänzlich neuen Linie aus dem Raum Basel durch den Jura, sondern baut stattdessen im Rahmen ihrer vertraglichen Verpflichtung den Bözbergtunnel neu, um die notwendigen Kapazitäten für den grossprofiligen alpenquerenden Güterverkehr für die Gotthardachse bereitzustellen.
Am 25. August 2021 unterzeichneten Deutschland und die Schweiz eine unverbindliche Nachfolgevereinbarung, nach deren Ratifikation der Vertrag von Lugano ausser Kraft treten soll.

## Einordnung
Laut Angaben der deutschen Bundesregierung von Anfang 2020 seien inzwischen «beide Seiten» in Bezug auf die Gäubahn der Auffassung, «dass die damals vereinbarte Zielvorgabe zu ambitioniert» sei. Ausbauten auf deutscher Seite sind bislang nicht erfolgt. Die Schweiz strebt daher inzwischen an, dem alpenquerenden Transitverkehr den Zugang zu den mittlerweile fertiggestellten Schweizer Strecken über Frankreich zu ermöglichen.
Am 22. Mai 2019 unterzeichneten der deutsche Bundesverkehrsminister Andreas Scheuer und seine Schweizer Amtskollegin Simonetta Sommaruga eine auf die Vereinbarung von Lugano verweisende und konkretisierende Ministererklärung, die u. a. den Ausbau der Achse Stuttgart–Zürich zur vollwertigen Umleitungsstrecke für die Rheintalbahn vorsieht. Vorgesehen ist u. a. eine Ertüchtigung für grossprofilige Container, Wechselbehälter und Sattelauflieger sowie eine Vereinheitlichung von Technik und Betrieb.
Das Schweizer Bundesamt für Verkehr schlug im September 2020 einen «Gäubahn-Gipfel» mit Vertretern Baden-Württembergs, des Bundes und der Deutschen Bahn vor, auf dem der Vertrag von 1996 modernisiert werden solle.

## Nachfolgeabkommen
Die Vereinbarung läuft bis 31. Dezember 2020 und verlängert sich um jeweils ein Jahr, wenn sie nicht drei Monate vor Jahresablauf gekündigt wird. Beide Seiten vereinbarten im Mai 2019, das Abkommen erst zu kündigen, wenn ein Nachfolgeabkommen verhandelt ist. Ob ein solches Nachfolgeabkommen verhandelt werden soll, soll in einem Lenkungsausschuss erörtert werden.
Am 25. August 2021 wurde eine Vereinbarung zum grenzüberschreitenden Schienenverkehr von beiden Staaten unterzeichnet. Aus Sicht des deutschen Ministeriums für Verkehr und digitale Infrastruktur knüpfe dies an die Vereinbarung von 1996 und stelle «die Grundlage für die künftige Zusammenarbeit der beiden Länder im Bereich des Schienenverkehrs dar». Aus Sicht des Schweizer Bundesamt für Verkehr werde die «Abmachung an die Entwicklung der letzten Jahre» angepasst und ausgeweitet. Die Vereinbarung benennt fünf angestrebte Ziele, wofür eine engere Zusammenarbeit in verschiedenen Bereichen angestrebt wird. Aus der Vereinbarung ergeben sich keine finanziellen Verpflichtungen. Nach Notifikation der neuen Vereinbarung, die zunächst bis Ende 2031 gelten soll, soll die Vereinbarung von Lugano ausser Kraft treten.